# 瀕死之眼
《瀕死之眼》是日本作家東野圭吾的長篇推理小說。2007年光文社發行單行本，2011年發行文庫版。繁體中文版由高寶國際有限公司在台發行。
首發於《小說寶石》1998年2月號，連載一年。8年後才發行單行本，相比起同期發售的作品《使命與心的極限》、《流星之絆》的間隔要長得多，有「幻之作品」之稱。東野也表示「現在回讀這本書，我想我是寫不出來了」。

## 出版書籍
| 出版社         | 出版日期       | 格式   | 頁數  | ISBN                   | 譯者   |
| -------------- | -------------- | ------ | ----- | ---------------------- | ------ |
| 光文社         | 2007年11月20日 | 單行本 | 372頁 | ISBN 978-4-33-492581-9 | 不適用 |
| 高寶國際       | 2009年9月30日  | 平裝書 | 304頁 | ISBN 978-986-185-353-6 | 張凌虛 |
| 上海譯文出版社 | 2010年4月      | 平裝書 | 244頁 | ISBN 978-753-275006-1  | 匡匡   |
| 甲寅（）       | 2010年7月30日  | 平裝書 | 436頁 | ISBN 978-899-098240-7  | 金蘭周 |
| 光文社         | 2011年1月12日  | 文庫本 | 408頁 | ISBN 978-4-33-474896-8 | 不適用 |

## 宣傳詞
- 單行本版：這次的東野圭吾，很惡劣[2]。
- 文庫版：不可原諒，憎恨到極點。可是卻忘掉了加害者是誰。這是東野圭吾才能寫出來的「壞人們」[3]

## 故事簡介
岸中美菜繪死於車禍。肇事者之一調酒師雨村慎介下班回家的時候被人毆打頭部，受了重傷幾乎喪命。數日後恢復意識的他發現自己有一部分重要的記憶忘記了。那是段關於自己之前駕車引發交通事故致人死亡的一段記憶。雨村想要恢復自己的記憶，但卻回想不起來那時的自己到底要幹什麼。就在這時他的身邊開始發生了奇怪的事：家具擺設被同居的女友大幅更動，然後她也失踪了，卻另有神秘的女人出現引誘他。
在序章中敘述的死於交通事故的女人，瀕死時將所見烙印於他人瞳孔中。那雙眼睛的魔力，逐漸將一切支配……

## 登場人物
雨村 慎介（Amemura Shinsuke）
赴東京求學後遭退學，進入夜之世界，在酒吧「茗荷」裡當調酒師。發生意外後失去部分記憶。
村上 成美（Murakami Narumi）
陪酒女郎。慎介的同居女友，在他失憶後也失踪了。
江島 光一（Ejima Kouichi）
酒吧「天狼星」的老闆。發現慎介的調酒師才能，曾讓他到店裡幫忙一陣子，慎介發生意外後就讓他轉到「茗荷」。性格寬容，也有強勢的一面。勸慎介不要勉強自己恢復記憶。在慎介回復記憶後使出毒辣手段，卻中了瀕死之眼。
木内 春彥（Kiuchi Haruhiko）
帝都建設的職員。車子遭慎介所駕駛的車擦撞後失控，當場碾死一個女人，事故的當事人之一。
岸中 玲二（Kishinaka Reiji）
在製造塑膠人體模特的工作室工作。是交通事故意外死亡的女人.美菜繪的丈夫。襲擊慎介之後服毒自殺。
岸中 美菜繪（Kishinaka Minae）
死於慎介引起的交通事故的女人。在死亡的瞬間將怨恨目光投射向駕車的司機。
上原 綠（Uehara Midori）
帝都建設的社長的女兒。原本和木內有婚約，但車禍後突然解除婚約。但她與車禍的關聯遠不止此。
瑠璃子（Ruriko）
突然光顧「茗荷」的神秘女人，慎介因失憶而想不起曾見過其相貌。相貌美麗，蠱惑並引誘慎介。眼睛有著魅惑他人的魔力。